# Швейцария на «Евровидении-2002»
Швейцария приняла участие в сорок седьмом выпуске телевизионного конкурса Евровидение-2002, состоявшемся в Таллин, Эстония. Страну представляла певица Франсин Жорди с песней Dans le jardin de mon âme («В саду моей души»), которую певица написала сама. Представленная Жорди конкурсная заявка позже вошла в её пятый студийный альбом Im Garten meinen Seele. Выступив под номером 11 в списке конкурсантов, Франсин Жорди заняла лишь 22-е место из 25, набрав только 15 очков. Этот итог привёл к вылету Швейцарии с конкурса Евровидение-2003 и понижению её до «пассивного участника». «Dans le jardin de mon âme», тем самым, стала предшественницей швейцарской заявки на конкурсе 2004 года Celebrate! от Пьеро Эстериоре и группы MusicStars. В Швейцарии конкурс Евровидение-2002 был показан SRG SSR с комментариями от Сандры Студер на немецком языке, Фила Мундвиллера на французском языке и Джонатана Тедеско и Клаудио Лаццарино на итальянском языке. Глашатаем, объявлявшим очки швейцарских телезрителей, была Диана Йорг.

## До «Евровидения»

### Eurosong 2002
Швейцарская телевещательная компания SRG SSR («СРГ ССР Швейцарская идея») организовала национальный отбор для выбора заявки в Таллин. Национальный финал Eurosong 2002 состоялся 2 февраля в клубе «Гараж Мьюзик» в Беллинцона. Ведущей мероприятия была Милена Мартелли. Шоу было показано на канале СФ ДРС с комментариями от Сандры Студер на немецком языке, ТСР с комментариями от Жан-Марка Ришара и Фила Мундвиллера на французском языке и ТСИ. Всего телекомпании поступило 154 заявки: 58 от артистов из Немецкой Швейцарии; 60 от артистов из Французской Швейцарии, а 36 от артистов из Итальянской Швейцарии. 9 артистов и песен было представлено публике 13 ноября 2001 года. Однако во время конкурса песня «First love» в исполнении Камен была снята с участия из-за болезни артистки.
Победитель Eurosong 2002 был определён посредством двух раундов голосования от телезрителей. В первом раунде было объявлено трое финалистов, набравших наибольшее количество голосов: Франсин Жорди, а капелла группа A-Live и Нина Димитри. Их проценты голосов не были объявлены, зато были объявлены проценты голосов артистов, не прошедших во второй раунд. По итогам второго раунда Франсин Жорди была объявлена победительницей, набравшей 41,1 %. Второе место досталось A-Live с 35,6 %. Третье место досталось Нине Димитри с 23,3 %. Во время антракта Лиз Ассиа выступила с песней «O mein Papa».
| Порядковый номер | Исполнитель         | Название песни                         | Автор песни                        |
| ---------------- | ------------------- | -------------------------------------- | ---------------------------------- |
| 1                | Мати                | Via dal buio                           | Маттео Мацца                       |
| 2                | Франсин Жорди       | Dans le jardin de mon âme              | Франсин Леманн                     |
| 3                | Марк Нефф и Friends | It’s a Perfect Day                     | Марк Нефф                          |
| 4                | Аманда              | Fuego latino                           | Аманда Блаттер, Урс Визендангер    |
| 5                | Лучиано де Сориа    | Mia vita                               | Лучиано де Сориа, Бернардос Йоргос |
| 6                | Таниша              | My Little Freaky Boy                   | Мартин Кохлер, Таниша Амманн       |
| 7                | A-Live              | Cosa                                   | Петер Цендер                       |
| 8                | Нина Димитри        | Die Engel tanzen um Mitternacht per te | Вероник Мюллер                     |

| Порядковый номер | Исполнитель   | Название песни                         | Проценты |
| ---------------- | ------------- | -------------------------------------- | -------- |
| 1                | Франсин Жорди | Dans le jardin de mon âme              | 41,2%    |
| 2                | A-Live        | Cosa                                   | 36,4%    |
| 3                | Нина Димитри  | Die Engel tanzen um Mitternacht per te | 23,3%    |

## На «Евровидении»
По правилам конкурса Евровидение-2002 список стран-участниц состоит из страны-победительницы предыдущего года, стран-членов клуба «большая четвёрка» (Великобритания, Германия, Испания и Франция), топа-12 стран 2001 года и тех стран, кто не принимал активного участия в Евровидение-2001, но транслировал конкурс. Поскольку Швейцария не участвовала в конкурсе 2001 года, то ей было позволено выступить в конкурсе 2002 года. Жеребьёвка проходила 9 ноября 2001 года. Франсин Жорди выступила под номером 11 между Израилем и Швецией. В конце голосования она набрала 15 очков и заняла лишь 22-е место из 25, тем самым, лишив Швейцарию на участие в конкурсе 2003 года. Швейцарские телезрители присудили 12 очков Испании. Россия не присудила ни одного балла Швейцарии.